# Piotr Ślósarz
Piotr Paweł Ślósarz (ur. 13 grudnia 1960 w Poznaniu) – polski zootechnik, specjalista w zakresie hodowli zwierząt, profesor nauk rolniczych, profesor zwyczajny Uniwersytetu Przyrodniczego w Poznaniu, dziekan Wydziału Medycyny Weterynaryjnej i Nauk o Zwierzętach tej uczelni (2016–2020).

## Życiorys
W 1984 ukończył studia w Akademii Rolniczej im. Augusta Cieszkowskiego w Poznaniu. Doktoryzował się w 1993 w uczelni macierzystej w oparciu o pracę pt. Wartość użytkowa owiec z linii syntetycznej wytwarzanej z udziałem rasy dorset. Stopień naukowy doktora habilitowanego uzyskał w 2004 na podstawie rozprawy zatytułowanej Ultrasonograficzne pomiary umięśnienia i otłuszczenia w ocenie wartości hodowlanej jagniąt białogłowej owcy mięsnej. Tytuł naukowy profesora nauk rolniczych otrzymał 18 października 2012.
Zawodowo związany z Akademią Rolniczą im. Augusta Cieszkowskiego w Poznaniu i powstałym w jej miejscu Uniwersytetem Przyrodniczym, na którym doszedł do stanowiska profesora zwyczajnego. W latach 2012–2016 był prodziekanem Wydziału Medycyny Weterynaryjnej i Nauk o Zwierzętach (do 1 marca 2015 noszącego nazwę Wydział Hodowli i Biologii Zwierząt). W 2016 został wybrany dziekanem tej jednostki na kadencję 2016–2020. Ponadto w 2013 został kierownikiem Katedry Hodowli Zwierząt i Oceny Surowców.
Był członkiem zarządu głównego Polskiego Towarzystwa Zootechnicznego (2010–2013), przewodniczył również poznańskiemu kołu tej organizacji. Został członkiem Poznańskiego Towarzystwa Przyjaciół Nauk, Krajowej Rady Klasyfikacji Tusz Zwierząt Rzeźnych oraz Komitetu Nauk Zootechnicznych i Akwakultury PAN.
Specjalizuje się w hodowli zwierząt|. Opublikował ponad 200 prac, jest autorem lub współautorem podręczników, monografii, artykułów w czasopismach i prac twórczych w materiałach konferencyjnych. W ramach prac projektowych brał udział w wyhodowaniu dwóch ras owiec (zarejestrowanych w 1999) oraz wyhodowaniu pięciu uznanych, z prawem wpisu do ksiąg zwierząt zarodowych, linii syntetycznych owiec. Brał także udział w trzech zgłoszeniach patentowych.
Odznaczony Srebrnym Krzyżem Zasługi (2007).